# Winkels (Mengerskirchen)
Winkels ist ein Ortsteil der Gemeinde Mengerskirchen im mittelhessischen Landkreis Limburg-Weilburg mit etwa 950 Einwohnern.

## Geographische Lage
Der Ort liegt am Fuße des Westerwaldes unweit der Lahn in einem Tal, eingebettet von Wäldern und kahlen Basaltbergen an der Verbindungsstraße von Weilburg nach Rennerod.

## Geschichte

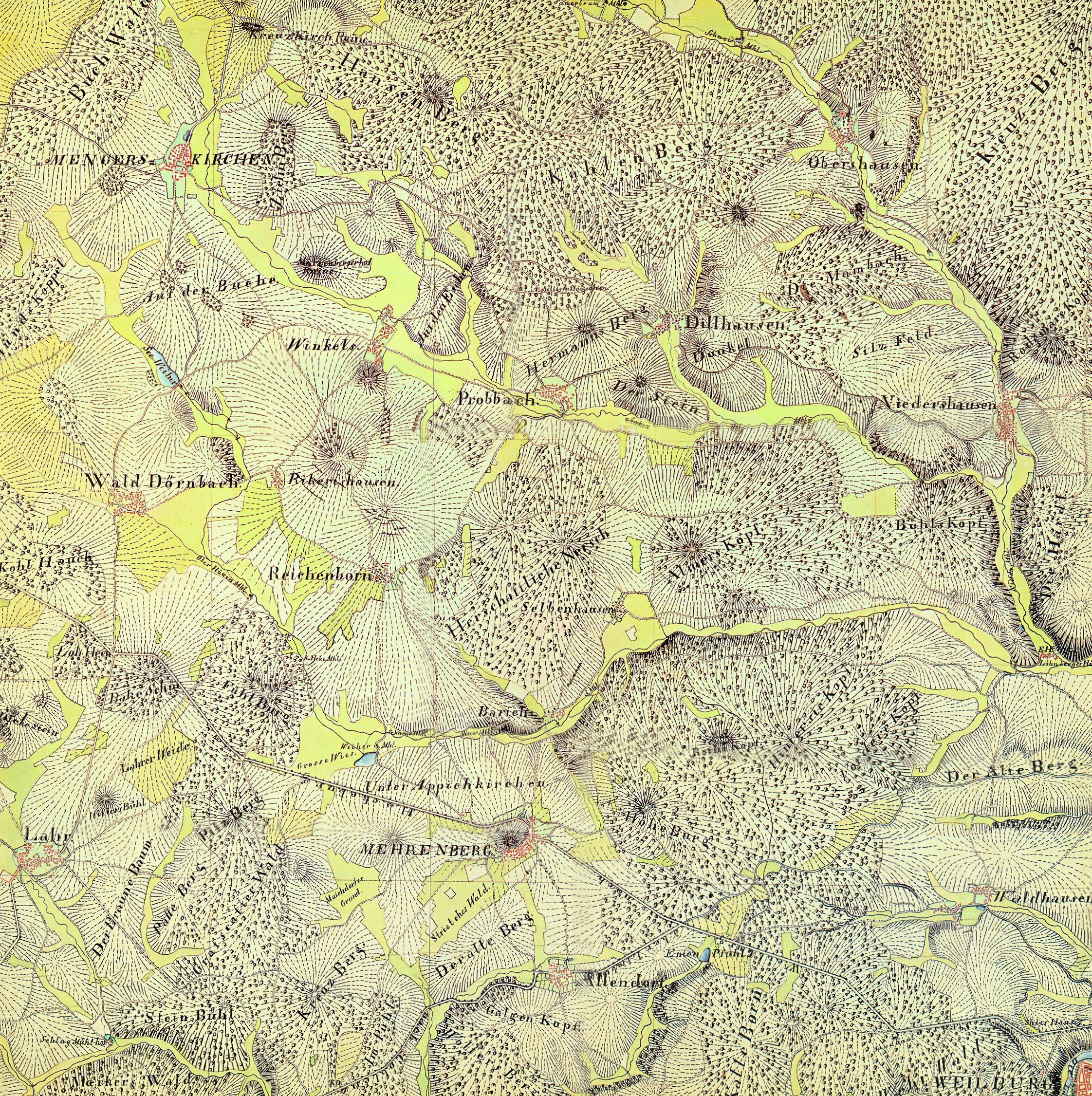
Die Karte der Topographische Aufnahme der Rheinlande auf der Winkels verzeichnet ist

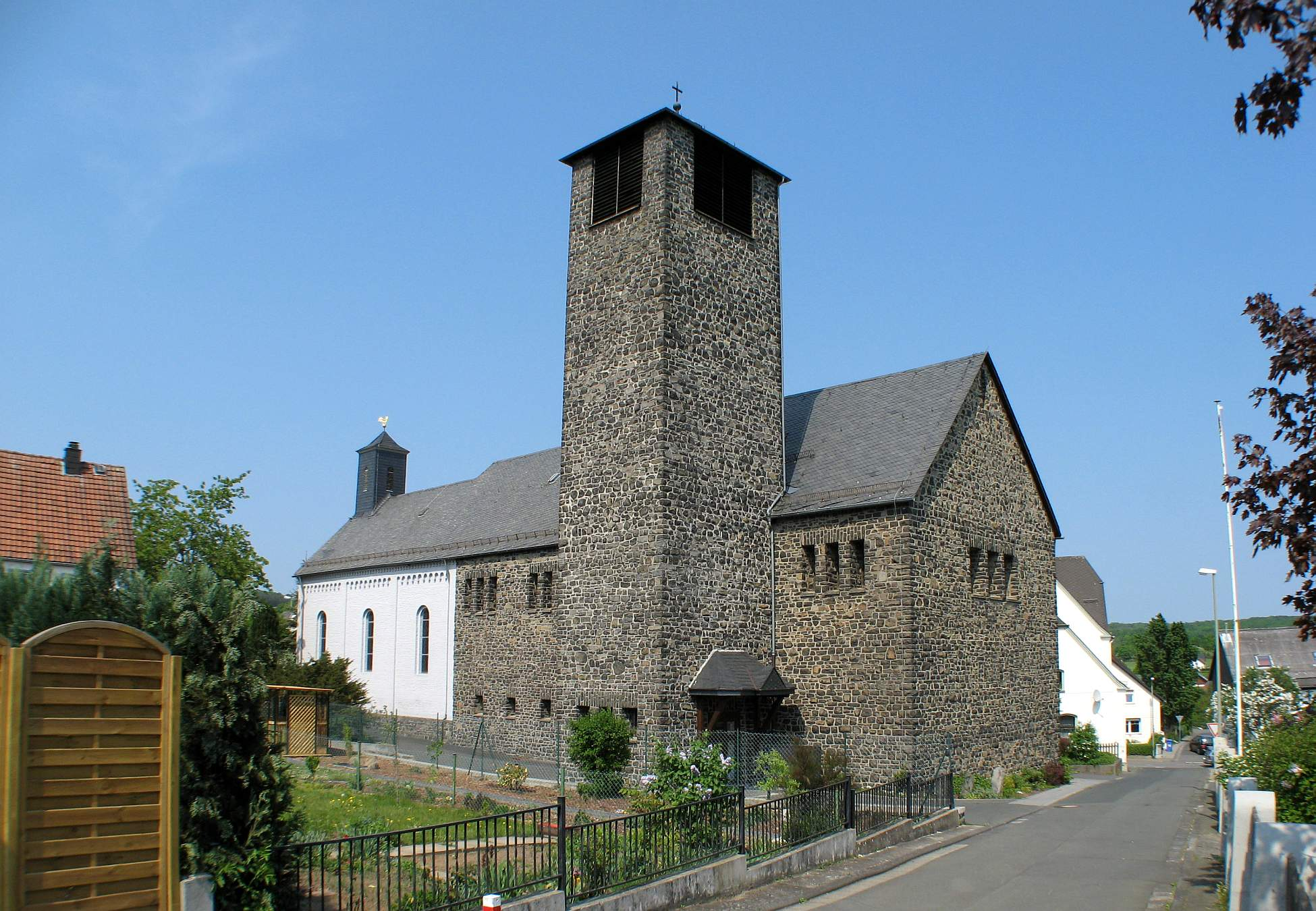
Kirche in Winkels (erbaut 1880)

### Ortsgeschichte
Die älteste bekannte schriftliche Erwähnung von Winkels erfolgte unter dem Namen Winkelsece im Jahr 1237.
In der Dorfmark entstand die Burg Eigenberg (im Volksmund Maienburg genannt). Sie wurde 1331 Rittersitz der Lehnsmänner von Mudersbach. Auf Befehl des Landesherren leisteten die Winkelser den Mudersbachern Hand- und Spanndienste.
Jahrhundertelang mussten die Bewohner die Pfarrkirche im benachbarten Mengerskirchen besuchen. Im Jahr 1879 wurde mit dem Bau einer eigenen kleinen Kirche begonnen, die nach dem Bürgermeister Strieder „Kapelle Strieder“ benannt war und im Jahr 1880 fertiggestellt wurde. 1947 ist diese dann erweitert worden und trägt heute den Namen Mariä Geburt.
Die Landwirtschaft auf den kargen Böden des Westerwaldes war mühselig und die Dorfbevölkerung lebte in großer Armut. Erst die beginnende Industrialisierung in der zweiten Hälfte des 19. Jahrhunderts gab einem Teil der Menschen Arbeit. Viele Winkelser zogen zum größten Teil als Bauhandwerker im zeitigen Frühjahr nach Westfalen, ins Siegerland und ins Bergische, um dort ihren Lebensunterhalt zu verdienen. Frauen, Kinder und Alte bearbeiteten den Boden. In den langen Wintermonaten beschäftigte man sich mit Heimarbeit. Verbreitet waren die Berufe des Siebmachers, Korbflechters und Töpfers. Es gab zwei Brennereien.
Nach dem Zweiten Weltkrieg vollzog sich ein gewaltiger Strukturwandel. Seit etwa Mitte der 1950er Jahre verzichtet man auf den Nebenerwerb im landwirtschaftlichen Kleinbetrieb. Der größte Teil der Bevölkerung fährt heute als Pendler in die Städte Weilburg, Limburg, Wetzlar, Wiesbaden und Frankfurt. Auch in zwei heimischen Tongruben, kleinen Fabriken und Industriebetrieben der näheren und weiteren Umgebung haben eine Anzahl von Männern und Frauen Arbeit gefunden.
Winkels feierte im Jahr 1987 sein 750-jähriges Bestehen.
Hessische Gebietsreform (1970–1977)
Winkels ist seit dem 1. Januar 1971 wie die bis dahin selbständigen Gemeinden Dillhausen, Mengerskirchen, Probbach und Waldernbach ein Ortsteil der im Zuge der Gebietsreform in Hessen auf freiwilliger Basis neu gebildeten Großgemeinde Mengerskirchen. Die Kommune gehörte zum Oberlahnkreis, bis am 1. April 1974 der Landkreis Limburg-Weilburg gegründet wurde, in dem der Oberlahnkreis aufging.
Für alle ehemals eigenständigen Gemeinden von Mengerskirchen wurde je ein Ortsbezirk mit Ortsbeirat und Ortsvorsteher nach der Hessischen Gemeindeordnung gebildet.

### Verwaltungsgeschichte im Überblick
Die folgende Liste zeigt die Staaten bzw. Herrschaftsgebiete und deren untergeordnete Verwaltungseinheiten, in denen Winkels lag:
- vor 1711: Heiliges Römisches Reich, Fürstentum Hadamar, Amt Mengerskirchen
- ab 1711: Heiliges Römisches Reich, Fürstentum Hadamar als Teil des Fürstentums Nassau-Oranien, Amt Mengerskirchen
- 1806–1813: Großherzogtum Berg, Département Sieg, Arrondissement Dillenburg, Kanton Driedorf
- 1813–1815: Fürstentum Nassau-Oranien, Amt Mengerskirchen
- ab 1816: Herzogtum Nassau, Amt Weilburg
- ab 1849: Herzogtum Nassau, Kreisamt Hadamar
- ab 1854: Herzogtum Nassau, Amt Weilburg
- ab 1867: Norddeutscher Bund[Anm. 1], Königreich Preußen, Provinz Hessen-Nassau, Regierungsbezirk Wiesbaden, Oberlahnkreis
- ab 1871: Deutsches Reich, Königreich Preußen, Provinz Hessen-Nassau, Regierungsbezirk Wiesbaden, Oberlahnkreis
- ab 1918: Deutsches Reich, Freistaat Preußen, Provinz Hessen-Nassau, Regierungsbezirk Wiesbaden, Oberlahnkreis
- ab 1944: Deutsches Reich, Freistaat Preußen, Provinz Nassau, Oberlahnkreis
- ab 1945: Amerikanische Besatzungszone, Groß-Hessen, Regierungsbezirk Wiesbaden, Oberlahnkreis
- ab 1946: Amerikanische Besatzungszone, Land Hessen, Regierungsbezirk Wiesbaden, Oberlahnkreis
- ab 1949: Bundesrepublik Deutschland, Land Hessen, Regierungsbezirk Wiesbaden, Oberlahnkreis
- ab 1968: Bundesrepublik Deutschland, Land Hessen, Regierungsbezirk Darmstadt, Oberlahnkreis
- ab 1971: Bundesrepublik Deutschland, Land Hessen, Regierungsbezirk Darmstadt, Oberlahnkreis, Stadt Weilburg[Anm. 2]
- ab 1974: Bundesrepublik Deutschland, Land Hessen, Regierungsbezirk Darmstadt, Landkreis Limburg-Weilburg, Stadt Weilburg
- ab 1981: Bundesrepublik Deutschland, Land Hessen, Regierungsbezirk Gießen, Landkreis Limburg-Weilburg, Stadt Weilburg

### Bevölkerung
Einwohnerentwicklung
| Winkels: Einwohnerzahlen von 1834 bis 2020 | Winkels: Einwohnerzahlen von 1834 bis 2020 | Winkels: Einwohnerzahlen von 1834 bis 2020 | Winkels: Einwohnerzahlen von 1834 bis 2020 | Winkels: Einwohnerzahlen von 1834 bis 2020 |
| --- | ------------------------------------------ | ------------------------------------------ | ------------------------------------------ | ------------------------------------------ |
| Jahr |                                            |                                            |                                            | Einwohner                                  |
| 1834 | 1834                                       |                                            | 453                                        | 453                                        |
| 1840 | 1840                                       |                                            | 501                                        | 501                                        |
| 1846 | 1846                                       |                                            | 516                                        | 516                                        |
| 1852 | 1852                                       |                                            | 539                                        | 539                                        |
| 1858 | 1858                                       |                                            | 590                                        | 590                                        |
| 1864 | 1864                                       |                                            | 641                                        | 641                                        |
| 1871 | 1871                                       |                                            | 578                                        | 578                                        |
| 1875 | 1875                                       |                                            | 611                                        | 611                                        |
| 1885 | 1885                                       |                                            | 648                                        | 648                                        |
| 1895 | 1895                                       |                                            | 638                                        | 638                                        |
| 1905 | 1905                                       |                                            | 569                                        | 569                                        |
| 1910 | 1910                                       |                                            | 606                                        | 606                                        |
| 1925 | 1925                                       |                                            | 647                                        | 647                                        |
| 1939 | 1939                                       |                                            | 654                                        | 654                                        |
| 1946 | 1946                                       |                                            | 871                                        | 871                                        |
| 1950 | 1950                                       |                                            | 860                                        | 860                                        |
| 1956 | 1956                                       |                                            | 838                                        | 838                                        |
| 1961 | 1961                                       |                                            | 829                                        | 829                                        |
| 1967 | 1967                                       |                                            | 839                                        | 839                                        |
| 1970 | 1970                                       |                                            | 912                                        | 912                                        |
| 1980 | 1980                                       |                                            | ?                                          | ?                                          |
| 2000 | 2000                                       |                                            | 1.015                                      | 1.015                                      |
| 2004 | 2004                                       |                                            | 995                                        | 995                                        |
| 2008 | 2008                                       |                                            | 993                                        | 993                                        |
| 2011 | 2011                                       |                                            | 936                                        | 936                                        |
| 2016 | 2016                                       |                                            | 988                                        | 988                                        |
| 2020 | 2020                                       |                                            | 885                                        | 885                                        |
| Datenquelle: Historisches Gemeindeverzeichnis für Hessen: Die Bevölkerung der Gemeinden 1834 bis 1967. Wiesbaden: Hessisches Statistisches Landesamt, 1968. Weitere Quellen: LAGIS; Gemeinde Mengerskirchen; Zensus 2011 |                                            |                                            |                                            |                                            |

Einwohnerstruktur 2011
Nach den Erhebungen des Zensus 2011 lebten am Stichtag, dem 9. Mai 2011, in Winkels 936 Einwohner. Darunter waren 33 (3,5 %) Ausländer.
Nach dem Lebensalter waren 192 Einwohner unter 18 Jahren, 375 zwischen 18 und 49, 207 zwischen 50 und 64 und 159 Einwohner waren älter.
Die Einwohner lebten in 378 Haushalten. Davon waren 96 Singlehaushalte, 108 Paare ohne Kinder und 135 Paare mit Kindern, sowie 36 Alleinerziehende und 6 Wohngemeinschaften. In 66 Haushalten lebten ausschließlich Senioren und in 261 Haushaltungen lebten keine Senioren.
Religionszugehörigkeit
| 1885 | 24 evangelische (= 3,70 %), 624 katholische (= 96,30 %) Einwohner |
| 1961 | 14 evangelische (= 1,69 %), 814 katholische (= 98,19 %) Einwohner |

## Politik

### Ortsbeirat
Der Ortsbeirat von Winkels besteht aus fünf Mitgliedern. Der Ortsvorsteher nach der Kommunalwahl in Hessen 2021 ist Johannes Diehl (CDU).

### Partnerschaften
- Berkhout, Niederlande

## Kultur und Sehenswürdigkeiten

### Musik
- In Winkels gibt es einen Spielmannszug, ein Blasorchester (gegründet im Jahr 1953), in denen Musiker aller Altersgruppen musizieren, daneben auch ein Schüler-Blasorchester (Spielmannszug, sowie Blasorchester sind innerhalb der Freiwilligen Feuerwehr organisiert).
- Aus dem ehemaligen „Männergesangverein Frohsinn 1885“ ist der heutige „Gesangverein Frohsinn“, mit gemischtem Chor und den „Faulbachlerchen“ (Männerchor) hervorgegangen.

### Vereine
- Der Turn- und Sportverein 1898 Winkels e. V. bietet neben Fußball (1./2. Mannschaft, Alte Herren und Jugend) Integrationssport, Frauenturnen und Kindertanzen an. Der Verein hat im Jahr 2007 einen neuen Kunstrasenplatz angelegt.
- Der Schützenverein St. Sebastian Winkels 1963 führt neben einer Erwachsenen- auch eine Jugendabteilung.
- Auf Ortsebene bestehen die Vereine Frauen- und Mütterverein Winkels, die katholische Frauengemeinschaft Winkels und die Freiwillige Feuerwehr Winkels e. V. seit 1928 (einschl. Jugendfeuerwehr, seit 30. März 1985).

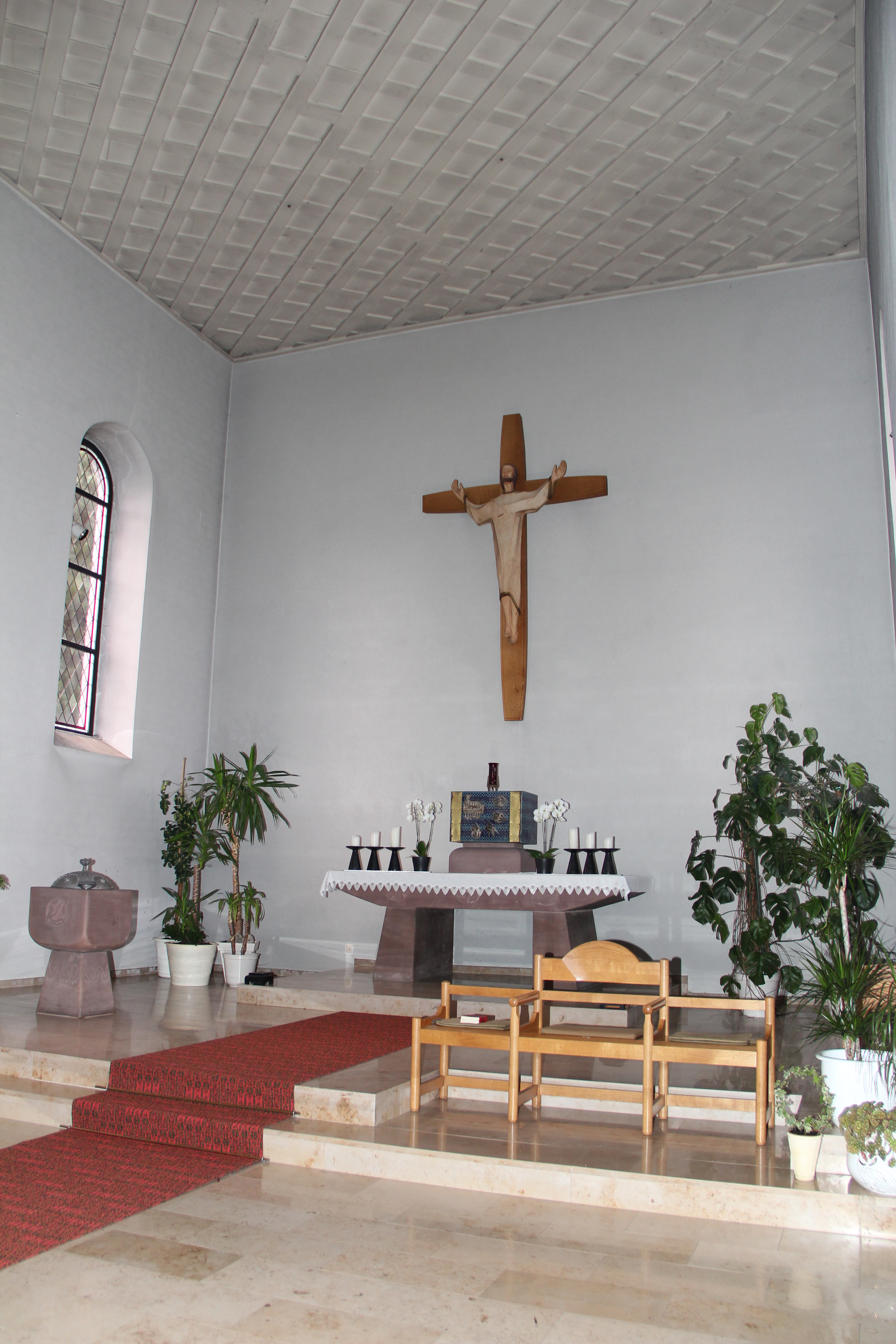
Altarraum der Kirche Mariä Geburt in Winkels

### Bauwerke
- Burgruine Eigenberg
- Kath. Pfarrkirche Mariae Geburt, erbaut im Jahr 1880
- Mehrere Fachwerkhäuser im Ortskern

## Infrastruktur
In Winkels wird die Kindertagesstätte zum Bürgerhaus für Winkels, Probbach und Dillhausen betrieben. Seit 30. Januar 1928 sorgt die Freiwillige Feuerwehr Winkels (ab 30. März 1985 mit Jugendfeuerwehr) für den abwehrenden Brandschutz und die allgemeine Hilfe in diesem Ort.
Es gibt ein Bürgerhaus, einen Sportplatz, zwei Kinderspielplätze, Rad- und Wanderwege.

## Persönlichkeiten
- Abt Bonifatius Becker (1898–1981)